# Z.Dance
Z.Dance — второй студийный альбом Макса Барских, выпущенный 2 мая 2012 года. В альбом вошло 10 оригинальных треков на английском языке, а также 3 русскоязычные версии.

## Об альбоме
«Было очень интересно работать над новым звучанием этого альбома. В нём мне хотелось сбалансировать и органично соединить дэнс-музыку, урбанистические звуки и романтическое настроение, — рассказывает „Карте музыки“ Макс Барских. — Я счастлив, что он вышел именно сейчас, когда вовсю идет голосование на Премии Муз-ТВ. Для меня участие в ней — огромная честь, но, конечно, не скрою, что я мечтаю о победе».

### Музыкальный фильм «Z.Dance»
В поддержку альбома продюсер певца и режиссёр Алан Бадоев снял музыкальный фильм. Поработать над «Z.Dance», бюджет которого составил 300 000 долларов, Алан Бадоев пригласил своего коллегу Сергея Солодкого. Вместе они придумывали мир, в который погружены главные герои проекта — Макс Барских и его партнерша, экс-участница реалити-шоу «10 желаний» Кристина Межинская. Хореографом проекта является Мигель.
Музыкальное оформление проекта принадлежит Максу Барских. Треклист «Z.Dance» — это пять треков, четыре из которых являются оригинальными, пятый же — кавер на легендарный хит Майкла Джексона «Thriller». Общий хронометраж мюзикла составляет 30 минут.

## Список композиций
Слова и музыка всех песен — Макс Барских.
| №   | Название                  | Длительность |
| --- | ------------------------- | ------------ |
| 1.  | «Dance» (English Version) | 3:23         |
| 2.  | «Fuck Off»                | 3:26         |
| 3.  | «Only One»                | 3:49         |
| 4.  | «Higher»                  | 3:19         |
| 5.  | «Ego»                     | 3:06         |
| 6.  | «Alive»                   | 4:31         |
| 7.  | «Night»                   | 3:40         |
| 8.  | «Back in 90th»            | 3:28         |
| 9.  | «Downtown»                | 3:24         |
| 10. | «Invisible»               | 3:13         |
| 11. | «Пылай»                   | 4:31         |
| 12. | «Dance» (Russian Version) | 3:21         |
| 13. | «Солнечная пыль»          | 3:49         |

## Участники записи
- вокал, музыка и лирика — Макс Барских
- саунд-продюсирование — Макс Барских, Dj Lutique
- запись вокала — Андрей Тимошин
- мастеринг и сведение — Dj Lutique
- продюсирование — Алан Бадоев
- мастеринг — Luch Studio Recording
- запись — Talant Studio